# Брук, Соломон Ильич
Соломо́н Ильи́ч Брук (3 февраля 1920, Рогачёв, РСФСР — 6 июля 1995, Ашдод, Израиль) — советский и российский этнограф, доктор географических наук (1965), профессор (1971), заслуженный деятель науки РСФСР (1980), лауреат Государственной премии СССР (1987). За цикл историко-этнографических работ о народах и религиях мира стал лауреатом Государственной премии Российской Федерации за 2001 год (посмертно). Считается родоначальником этнодемографии и этнической картографии в СССР.

## Биография
Родился в еврейской семье в городе Рогачёве. В 1947 году окончил МГУ. В 1953—1958 годах работал младшим научным сотрудником, в 1958—1963 годах старшим научным сотрудником, заведующим сектором, в 1963—1968 годах заместителем директора Института этнографии им. Н. Н. Миклухо-Маклая АН СССР. В конце 1980-х годов был научным советником этого института, а также являлся главным научным консультантом Центрального статистического управления СССР по вопросам учёта национального состава при проведении переписей населения страны.
В 1950 году защитил кандидатскую диссертацию «Изменения в географии населения и хозяйства в связи с созданием Рыбинского водохранилища».
Сыграл ведущую роль в создании фундаментальных изданий «Численность и расселение народов мира» (М., 1962), «Атлас народов мира» (М., 1964). Являлся заместителем главного редактора энциклопедических этнографических изданий «Народы мира: историко-этнографический справочник» (1988) и «Народы России: энциклопедия» (1994).
Сын Михаил (род. 1947) — почвовед, кандидат биологических наук.